# Luc-Olivier Merson

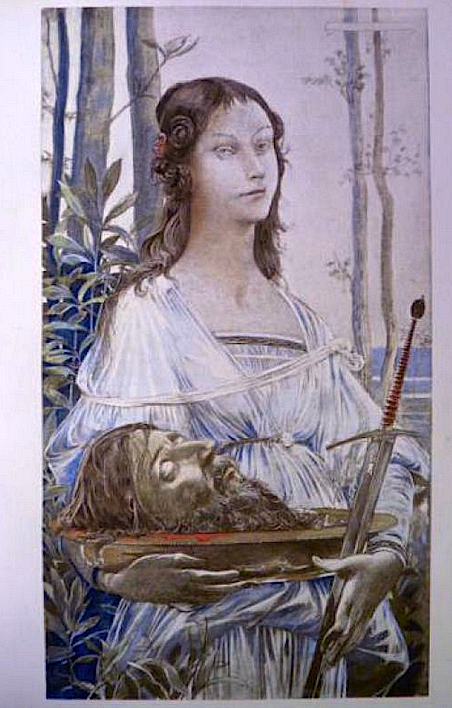
Luc-Olivier Merson - Salomé litografia pubblicata da L'Estampe moderne

Luc-Olivier Merson (Parigi, 21 maggio 1846 – 13 novembre 1920) è stato un pittore e illustratore francese.

## Biografia
Figlio del pittore e critico d'arte Charles-Olivier Merson (1822-1902), Merson vince il Prix de Rome nel 1869 con Le Soldat de Marathon.
Luc-Olivier Merson ottiene la medaglia di prima classe al Salon des artistes français nel 1875 e la medaglia d'oro all'Esposizione universale di Parigi del 1889. Nel 1892 è nominato all'Académie des beaux-arts. Poco prima della sua morte, riceve la medaglia d'onore al Salon des artistes français per l'insieme delle sue opere. Dal 1905 al 1911 è direttore del laboratorio a l'École nationale supérieure des beaux-arts. Tra i suoi allievi, il pittore e costumista cubista Georges Valmier (1885-1937). Nel 1891 riceve l'onorificenza di Cavaliere della Legion d'onore e ne diviene comandante con nomina postuma nel 1920.
Luc-Olivier Merson dipinge soprattutto soggetti religiosi e storici.

## Collezioni pubbliche
Stati Uniti
- New York, Chapelle Belmont - vetrate

Francia
- Beauvais, Musée départemental de l'Oise: Leucothoé et Anaxandre, 1866, olio su tela
- Biarritz, Chiesa di Sant'Eugenio di Biarritz: vetrate
- Castres, Musée Goya: Apollon exterminateur, 1868, olio su tela
- Cherbourg-Octeville, Musée Thomas-Henry: L'Annonciation, 1908, olio su tela
- Lilla, palais des beaux-arts: Le Loup d'Agubbio, 1877, olio su tela
- Nantes, musée des beaux-arts: Le sacrifice des poupées, 1871, olio su tela
- Nizza, Musée des beaux-arts de Nice:Le Repos pendant la fuite en Égypte, 1880, olio su tela
- Parigi, Basilica del Sacro Cuore: mosaici
- Parigi, Hôtel de ville: affreschi
- Parigi, Chiesa di San Tommaso d'Aquino,  Ritratto di San Luigi, nella cappella Saint-Louis (1887)
- Parigi, Musée d'Orsay :
  - Saint Louis entre l'Église et saint Thomas d'Aquin, 1888, olio su tela[2]
  - La Vérité, 1901, olio su tela[3]
  - La Famille, 1901, olio su tela[4]
  - La Fortune, 1901, olio su tela[5]
  - Danse de fiançailles, trittico, olio su tela[6]
- Troyes, Musée des beaux-arts: Saint Edmond roi d'Angleterre, martyr, 1871, olio su tela
- Parigi, Opéra-Comique: affreschi

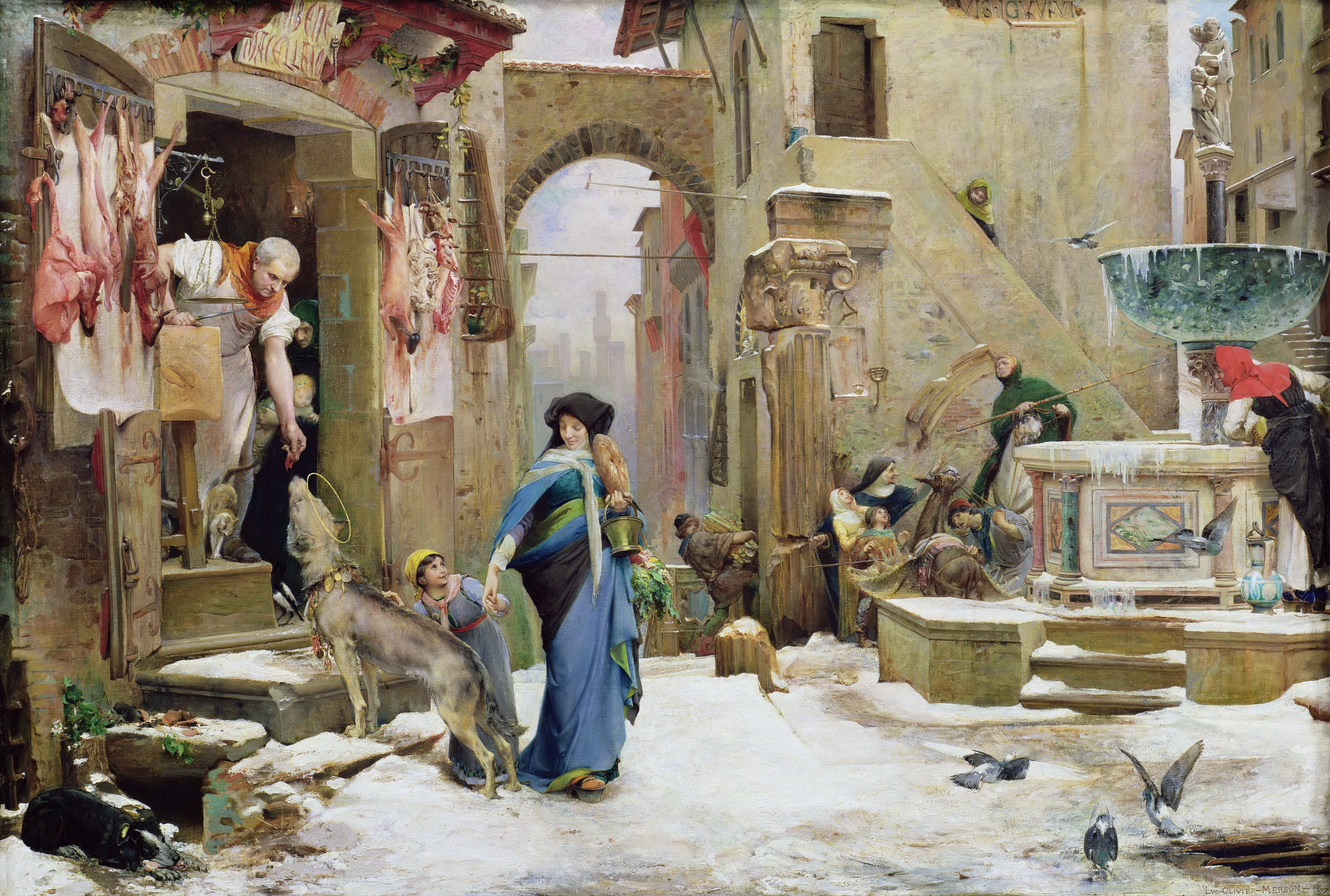
Luc-Olivier Merson - Le Loup d'Aggubio, 1872 (Palais des Beaux-Arts de Lille)
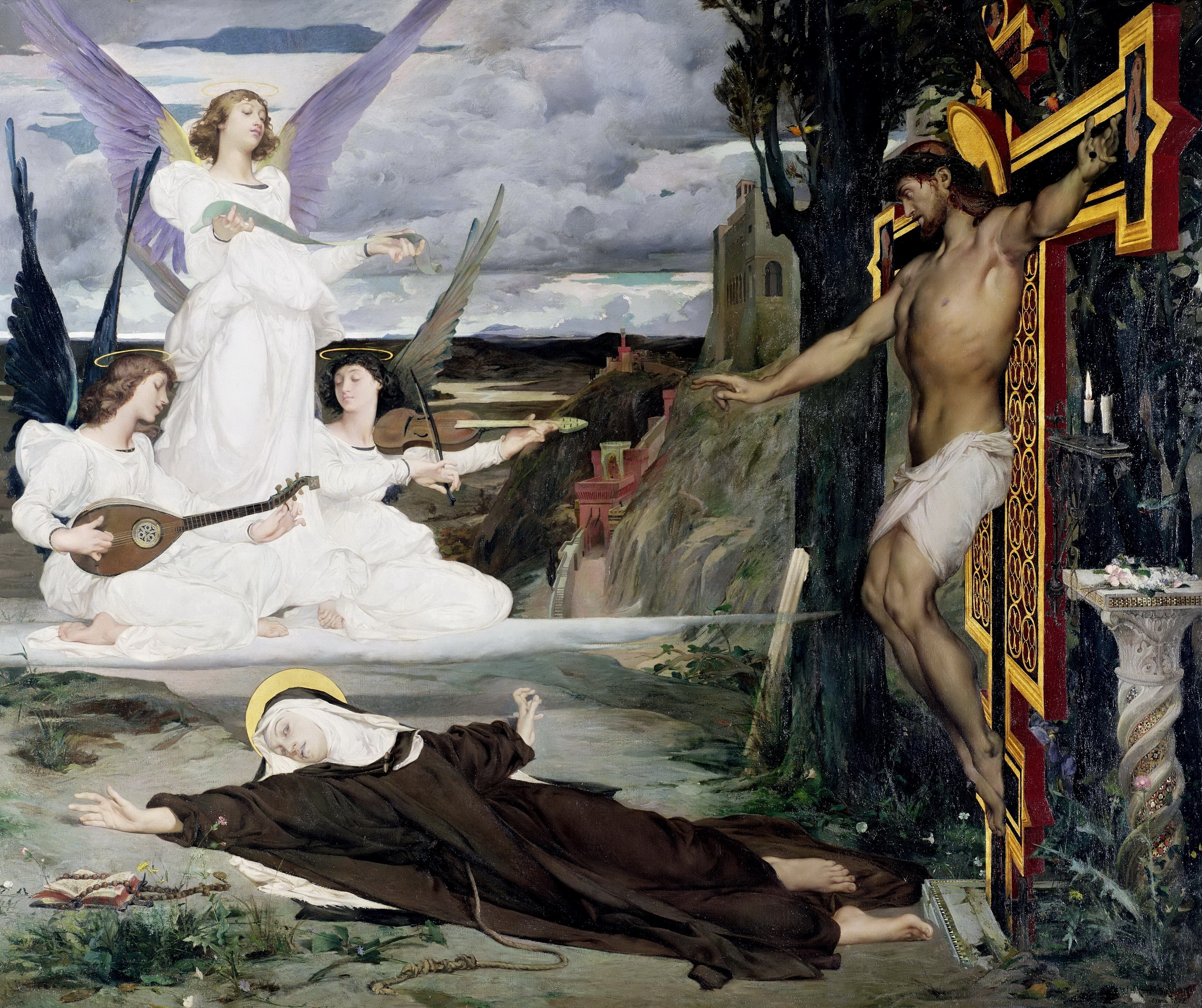
Luc-Olivier Merson - La Vision, 1872 (Palais des Beaux-Arts de Lille)
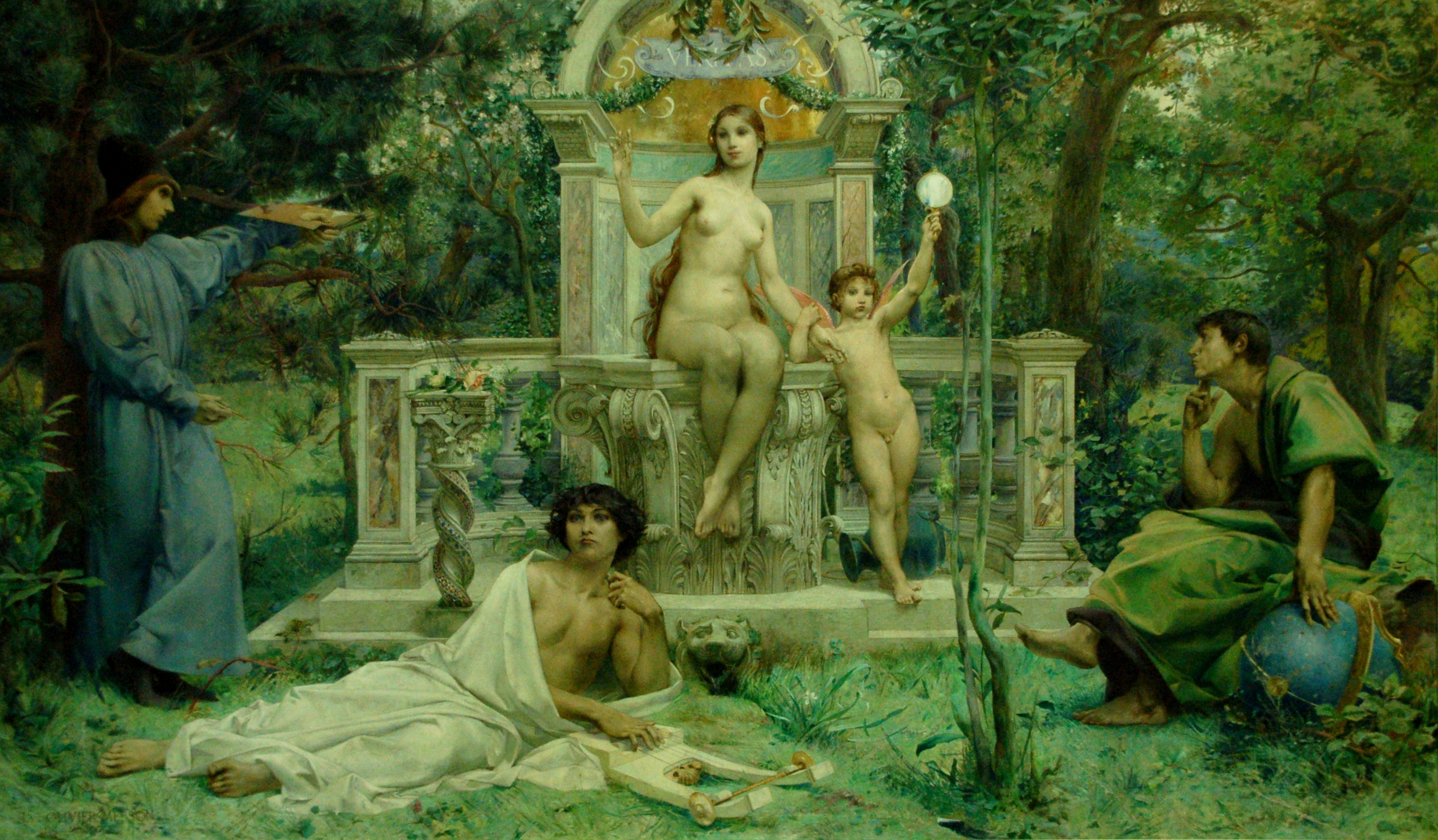
Luc-Olivier Merson - La Verité, 1901 (Musée d'Orsay)

## Illustrazioni di opere e di periodici
- José-Maria de Heredia, Les Trophées,
- Victor Hugo, Notre-Dame de Paris, illustrazioni incise da Adolphe-Alphonse Géry-Bichard,
- Collaborazioni per le riviste La Mosaïque, Revue illustrée e L'Estampe moderne.

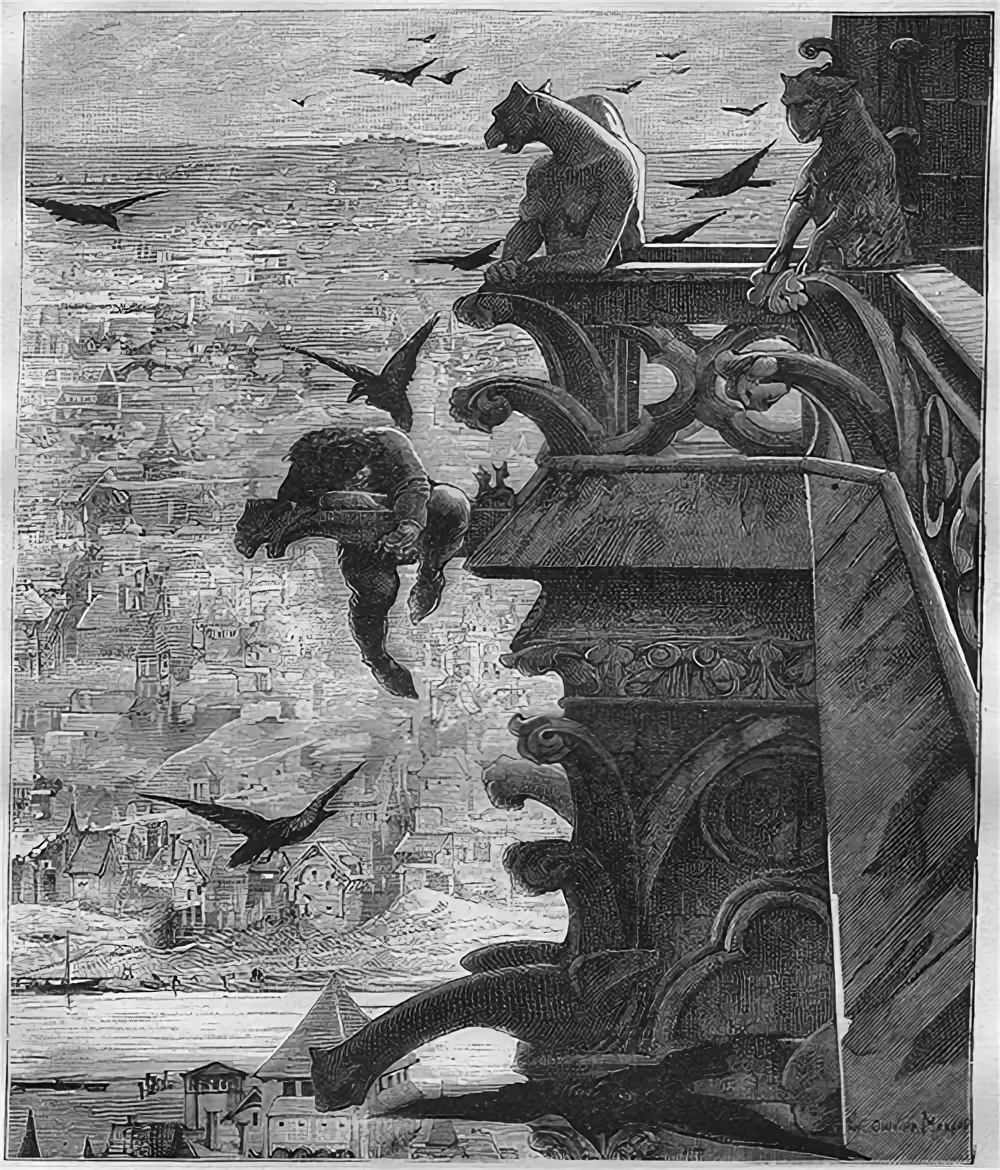
Luc-Olivier Merson - Illustrazione per Notre-Dame de Paris
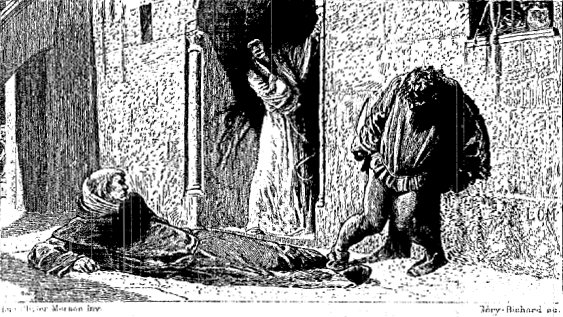
Luc-Olivier Merson - Notre-Dame de Paris

## Francobolli, Banconote e cartoline postali
- Merson ha disegnato francobolli di Francia e Monaco, in particolare una serie ordinaria chiamata Type Merson.
- È autore delle banconote da 50 e 100 franchi degli anni 1920-30.
- Inizia la serie di cartoline postali nel 1901.

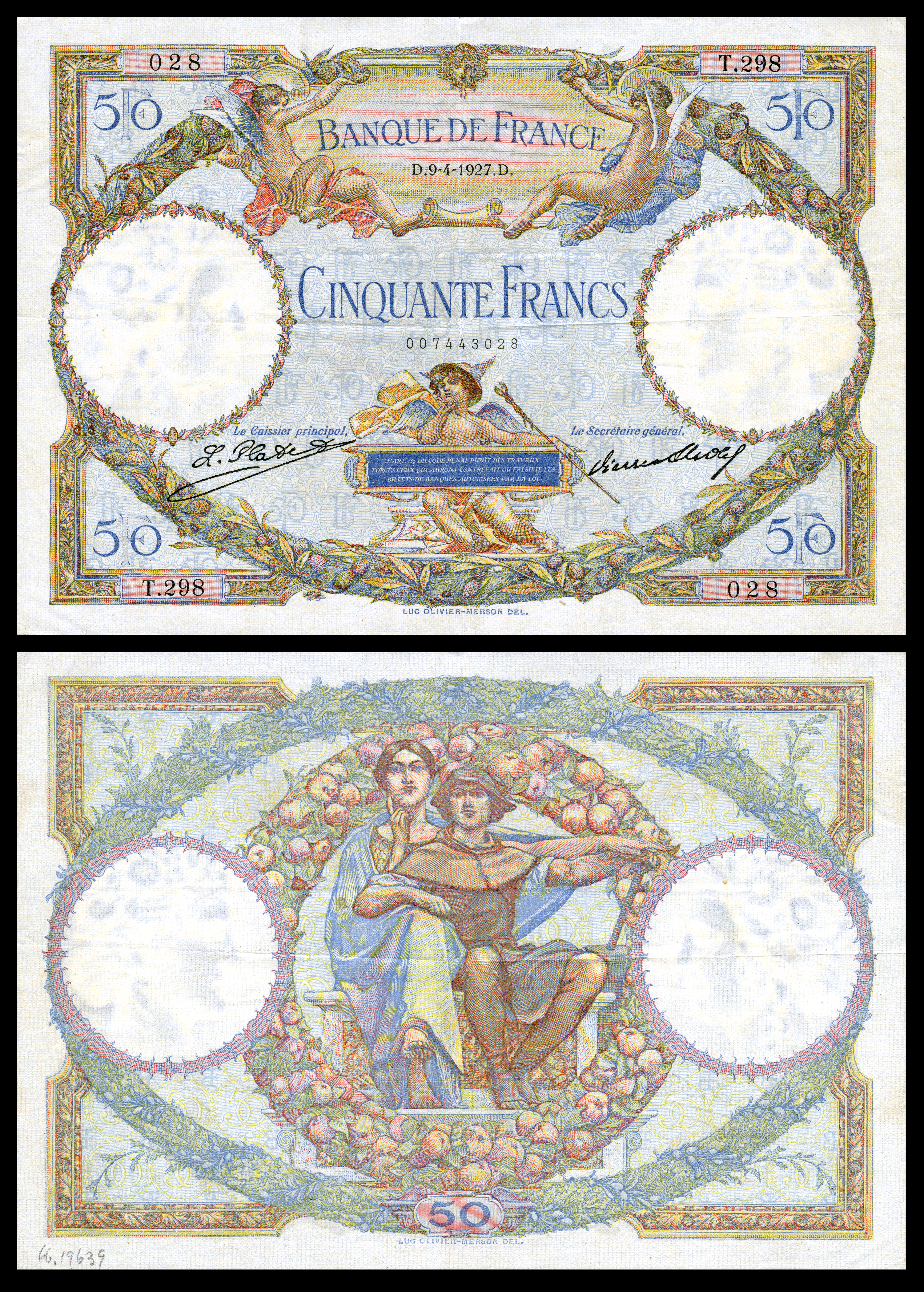
Banconote da 100 franchi
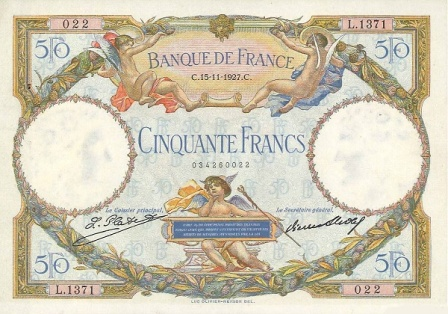
Banconota da 50 franchi
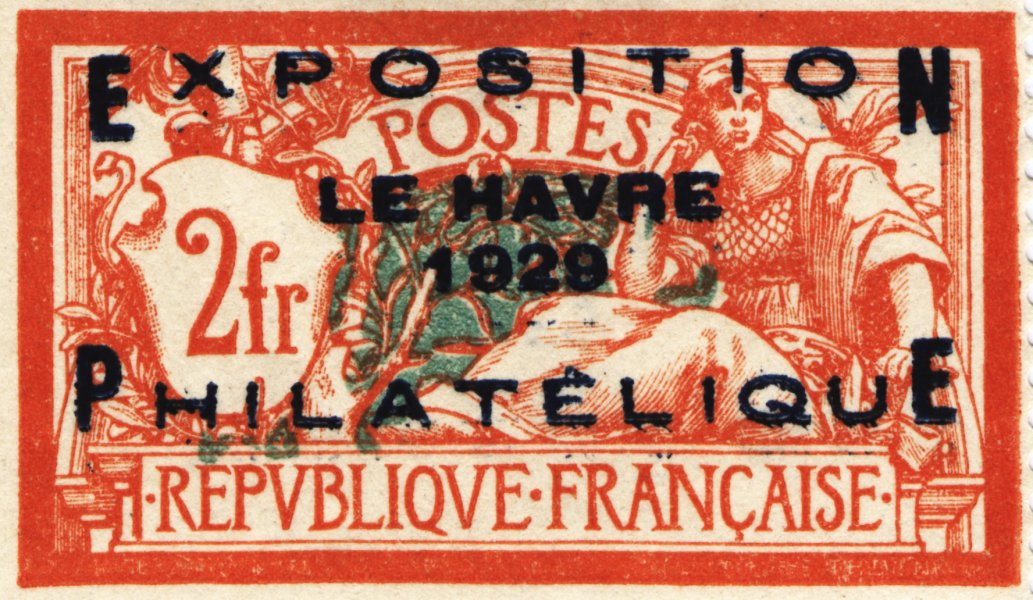
Francobolli da due franchi
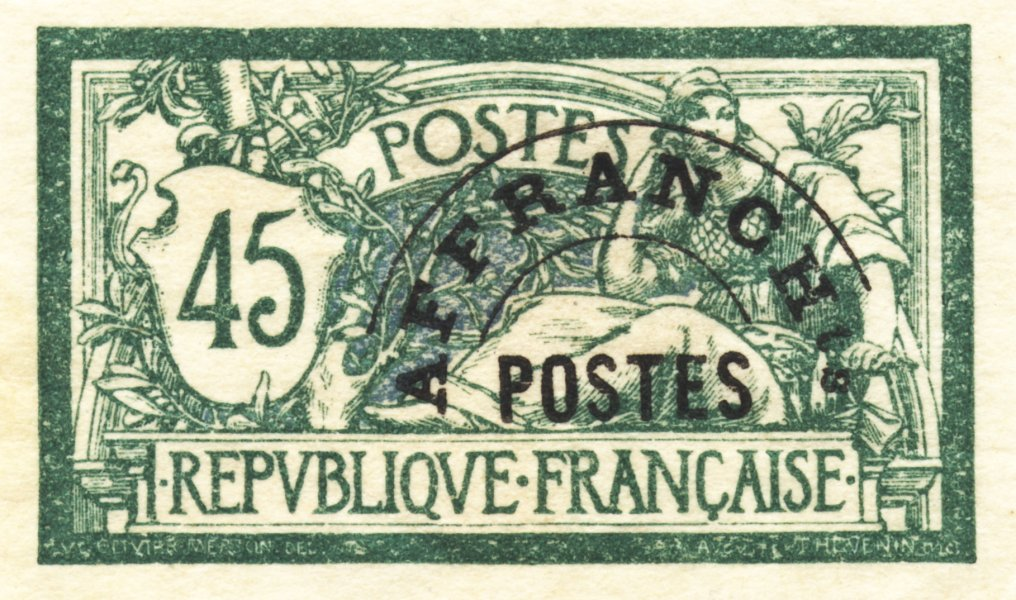
Francobollo da 45 centesimi
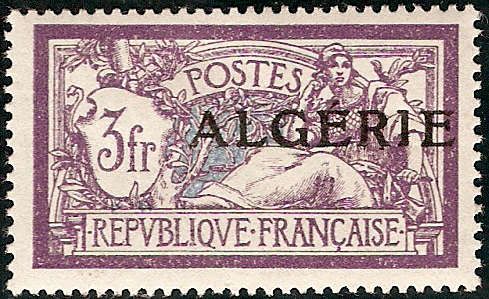
Francobollo da 3 franchi
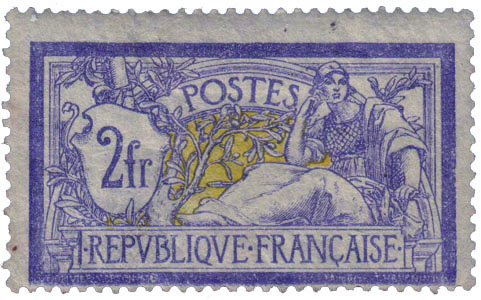
Francobollo da 2 franchi